# Värmbol-Katrineholm BK
Värmbol-Katrineholm BK, VKBK, bildad 4 januari 1991 ur Värmbols GoIF, var en bandyklubb i Katrineholm, Södermanlands län. Klubben skulle spelat i Division 1 säsongen 2006/2007, men drog sig ur. De hade samma hemmabana som KSK Bandy, det vill säga Backavallen. På klubbens årsmöte den 22 maj 2007 sade Värmbol-Katrineholm BK ja till samgående med KSK Bandy från den 1 juli 2007, vilket därmed genomfördes eftersom KSK Bandy på sitt årsmöte föregående dag också godkände förslaget. Den 26 juni 2007 antogs namnet Katrineholm Värmbol BS för den nya klubben.